# Saint-Sernin-du-Bois
Saint-Sernin-du-Bois è un comune francese di 1 841 abitanti situato nel dipartimento della Saona e Loira nella regione della Borgogna-Franca Contea.

## Società

### Evoluzione demografica
Abitanti censiti